# Phare de Carapachibey
Le phare de Carapachibey (en espagnol : Faro de Carapchibey) est un phare actif situé sur l'île de la Jeunesse, municipalité spéciale au sud-ouest de la grande île à Cuba.

## Histoire
L'île de la Jeunesse est la plus grande île cubaine, après l'île de Cuba, et elle est située à environ 100 km au sud-ouest de la grande île.
La première station de signalisation maritime fut construite sur Cabo Pepe (ceb) en 1931. Emportée deux ans plus tard par un ouragan, son remplacement a été détruit de la même manière en 1944. Un nouveau phare en béton de 27 m de haut, situé sur la côte sud-est de l'île, à 15 km à l'ouest du précédent, date de 1949.
En 1981, le phare actuel a été mis en construction et mis en service en 1983. Il a été restauré en 2010. Il fonctionne à l'énergie solaire. Il se trouve à 90 km de Nueva Gerona.

## Description
Ce phare est une tour cylindrique en béton à claire-voie, avec une galerie et une lanterne de 52 m de haut. La tour est peinte en blanc . Il émet, à une hauteur focale de 56 m, un éclat blanc par période de 7.5 secondes. Sa portée est de 17 milles marins (31,5 km).
Identifiant : ARLHS : CUB-019 ; CU-1033 - Amirauté :
J5138 - NGA : 110-13580 .

### Lien connexe
- Liste des phares de Cuba